# Albert Kuchler
Albert Kuchler (Bad Kötzting, 30 novembre 1998) è un fondista tedesco.

## Biografia
Kuchler, attivo dal febbraio del 2013, ha esordito in Coppa del Mondo nella tappa di Lenzerheide del Tour de Ski del 28 dicembre 2021 in una sprint (107º), ai Giochi olimpici invernali a Pechino 2022, dove si è classificato 32º nella 15 km e 23º nella sprint a squadre, e ai Campionati mondiali a Planica 2023, dove ha vinto la medaglia di bronzo nella staffetta e si è classificato 25º nella 50 km e 17º nello skiathlon. Il 19 marzo 2023 ha ottenuto il primo podio in Coppa del Mondo nella staffetta mista di Falun (3º); ai Mondiali di Trondheim 2025 si è piazzato 29º nella 10 km, 38º nello skiathlon e 8º nella staffetta.

## Palmarès

### Mondiali
- 1 medaglia:
  - 1 bronzo (staffetta a Planica 2023)

### Coppa del Mondo
- Miglior piazzamento in classifica generale: 70º nel 2023
- 2 podi (a squadre):
  - 2 terzi posti